# Матонне, Жорж
Жорж Матонне (фр. Georges Mathonnet; род. 4 февраля 1967) — французский дзюдоист, чемпион и призёр чемпионатов Франции, призёр чемпионатов Европы и мира.

## Карьера
Выступал в тяжёлой (свыше 95 кг) и абсолютной весовых категориях. В 1987—1993 годах один раз был чемпионом Франции, трижды серебряным и один раз бронзовым призёром чемпионатов. Чемпион и призёр чемпионатов мира среди студентов. На чемпионате мира среди военнослужащих 1987 года стал серебряным призёром в тяжёлой и абсолютной категориях. В 1991 году занял третье место на чемпионате мира. В 1992 году стал серебряным призёром чемпионата Европы.